# Estadio Benito Villamarín
Das Estadio Benito Villamarín ist ein Fußballstadion in der spanischen Stadt Sevilla, Autonome Gemeinschaft Andalusien. Die Anlage ist Eigentum und die Heimat des Fußballvereins Betis Sevilla, der in der Primera División spielt. Das Stadion wurde 1929 eröffnet und hatte bis zum Sommer 2016 eine Kapazität von 51.700 Zuschauern. Durch den Umbau der Südtribüne reduzierte sich die Zahl in der Saison 2016/17 auf 43.500 Besucher. Seit der Saison 2017/18 bietet das erweiterte Stadion 60.721 Plätze.

## Geschichte
Die erste Spielstätte von Betis Sevilla war der El Campo de las Tablas Verdes und ab 1920 war der Verein im Campo del Real Patronato Obrero ansässig. Seit dem 17. März 1929 spielt Betis Sevilla im jetzigen Stadion. Mit den Jahren gab es mehrere bauliche Veränderungen des Stadions. Im Jahr 1958 wurden hinter den Toren Tribünen errichtet, die zwischen 1971 und 1973 durch Neubauten ersetzt wurden. Ab 1979 begann die Renovierung und Erweiterung für die Fußball-Weltmeisterschaft 1982. Die bisher letzten größeren Arbeiten fanden 2000 mit der Neuerrichtung der Nord- und der Osttribüne statt. Heute setzt sich das Stadion aus drei Teilen zusammen. Zum einen aus der dreistöckigen Haupttribüne im Westen, die als einziger Teil der Sportstätte über ein Dach verfügt. Hinter dem Tor im Süden befindet sich ein einstöckiger Sitzplatzrang. Die miteinander verbundenen Ränge des Nord- und des Ostbereiches sind ebenfalls dreistöckig; sie überragen in ihrer steilen Bauweise aber noch die Haupttribüne.
Im Oktober 2010 stimmte man über den zukünftigen Namen des Stadions ab. Der Vorschlag Estadio Benito Villamarín erhielt die Mehrheit mit 6.107 Stimmen. Ihm folgte der Name Estadio Heliopolis mit 2.786 Stimmen und Estadio Ciudad del Betis mit 655 Stimmen. Nur 160 Stimmen entfielen auf den bisherigen Namen. Somit bekam das Stadion den Namen seines früheren Präsidenten Benito Villamarín Prieto (1955–1965) wieder zurück.
Im Sommer 2016 wurde die kleine Südtribüne für einen Neubau abgerissen. Mitte Juli wurde der Abbruch abgeschlossen. Während der Saison 2016/17 stehen im Stadion 43.500 Plätze zur Verfügung. Der alte Bau mit etwa 8.500 Plätzen wird durch einen dreistöckigen Rang mit 14.700 Plätzen ersetzt. Nach Abschluss des Umbaus für 15 Mio. Euro wird das Estadio Benito Villamarín ca. 57.000 bis 58.000 Plätze bieten. Der Verein plant in Zukunft weitere Modernisierungen wie die komplette Überdachung der Ränge. Zur Saison 2017/18 wird das Stadion neu bestuhlt. Die alten Sitze in Weiß und Grün werden durch Sitze in verschiedenen Grüntönen sowie einem kleinen Teil an weißen Sitzgelegenheiten ausgetauscht. Mit der neuen Tribüne soll das Platzangebot die Zahl von 60.000 überschreiten.
Am 28. Januar 2019 vergab der spanische Fußballverband RFEF das Endspiel der Copa del Rey 2019 erstmals an die Spielstätte von Betis Sevilla. Die Bewerbung setzte sich gegen das Estadio Mestalla in Valencia durch. Die Partie fand am 25. Mai des Jahres statt. Der FC Valencia beendete mit einem 2:1 vor 53.698 Zuschauern die Siegesserie des FC Barcelona mit vier Finalsiegen in Folge. Valencia gewann die Copa zuletzt 2008.

## Galerie

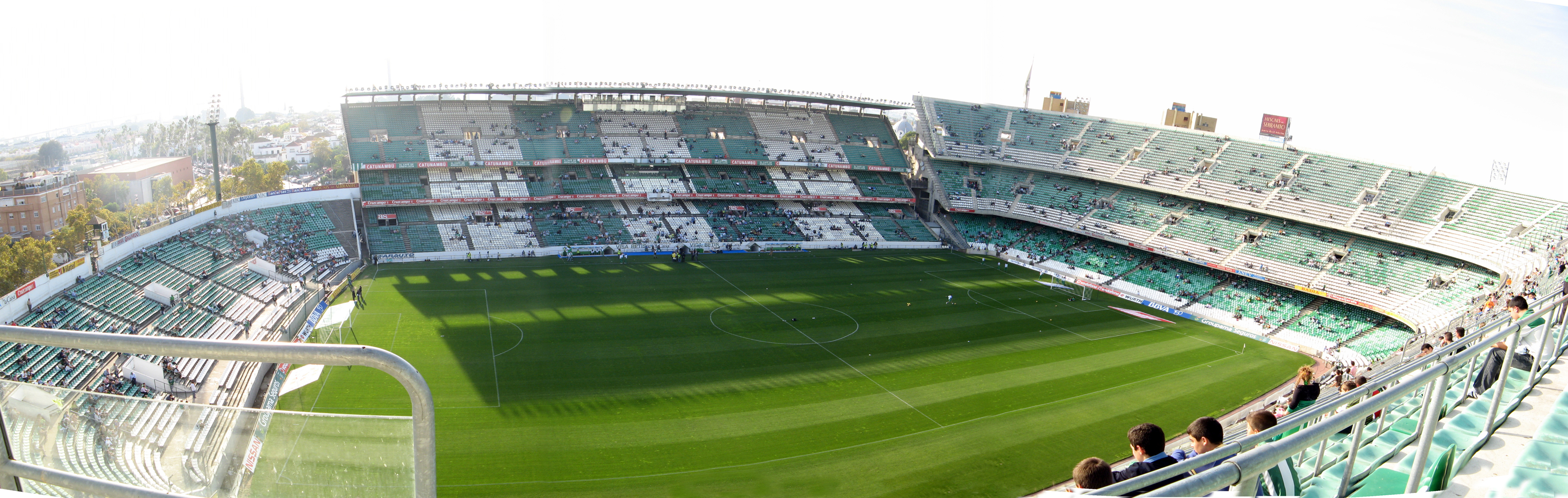
Panoramablick in das Stadionrund (November 2007)
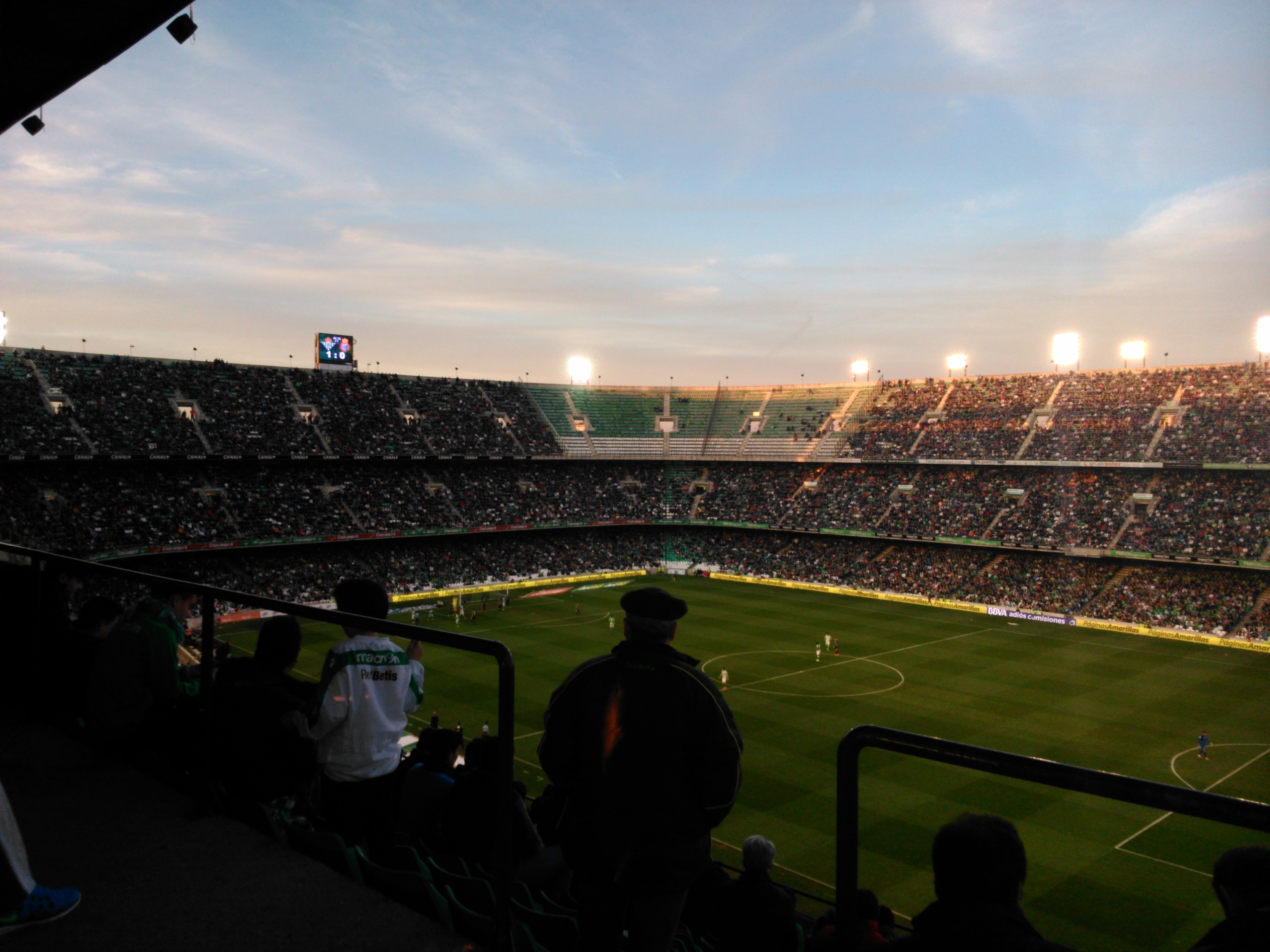
Die Nordtribüne hinter dem Tor und die Gegentribüne (Februar 2014)
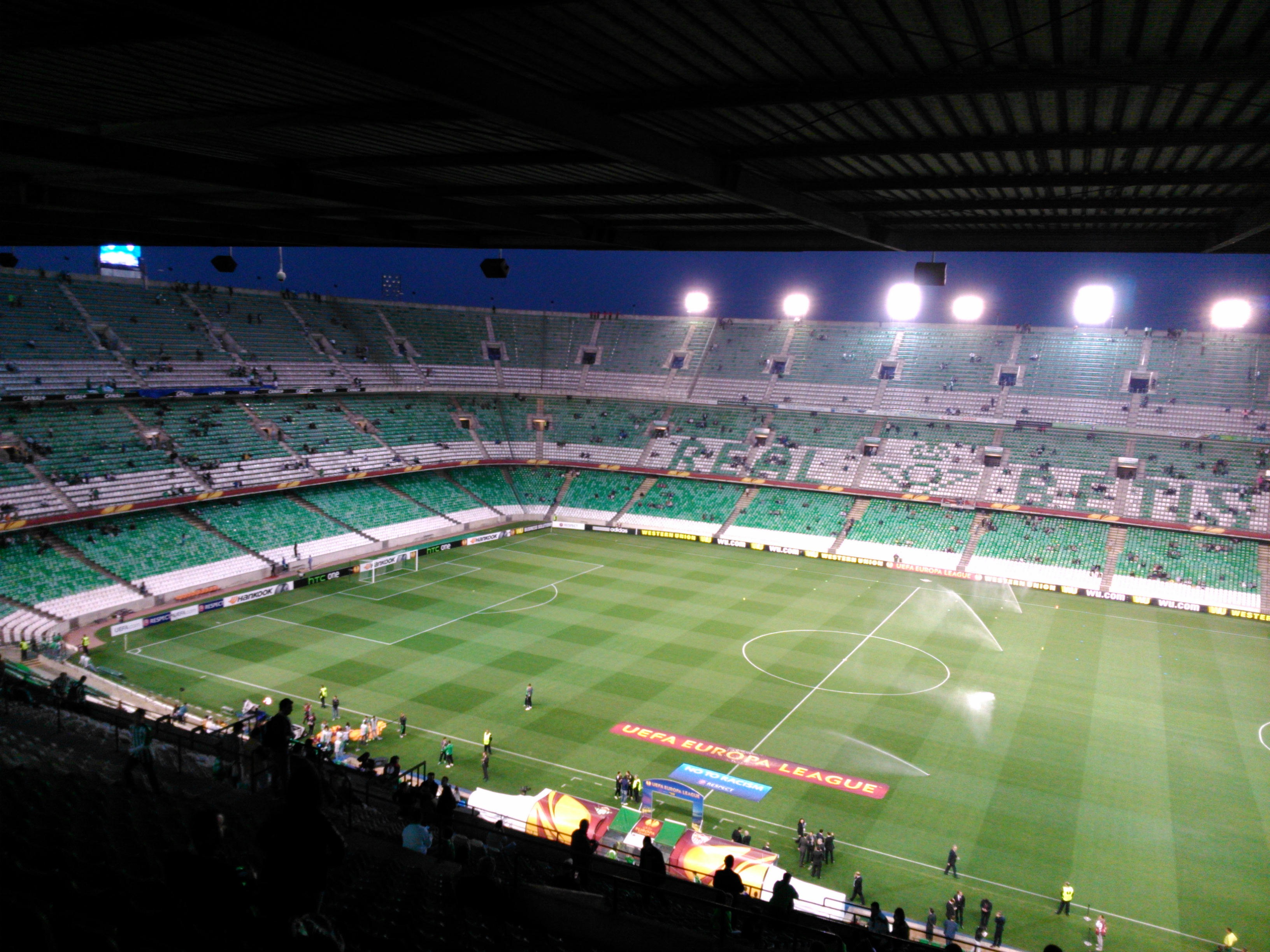
Estadio Benito Villamarin im März 2014
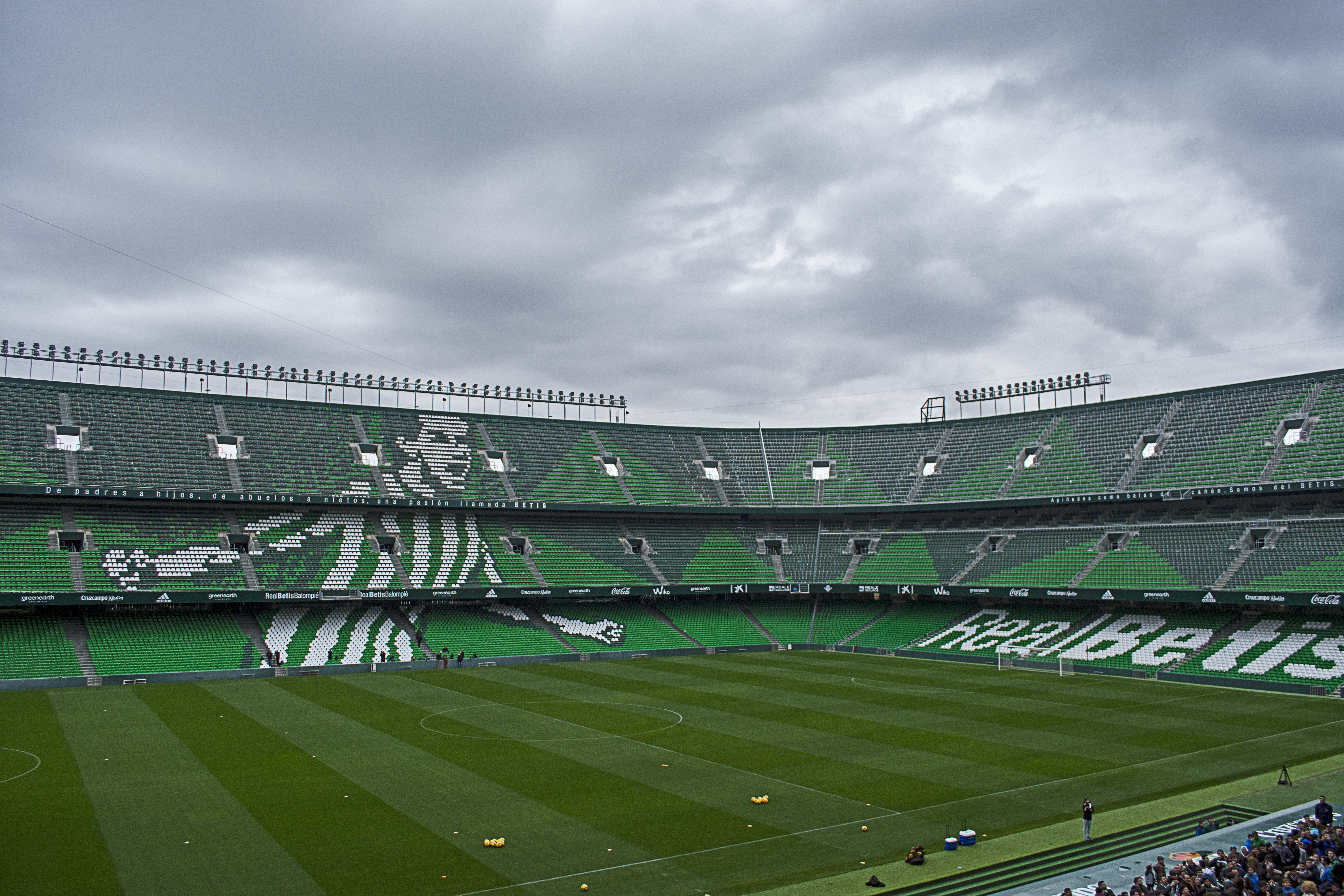
Das Estadio Benito Villamarin im Januar 2018 nach dem Ausbau der Südtribüne
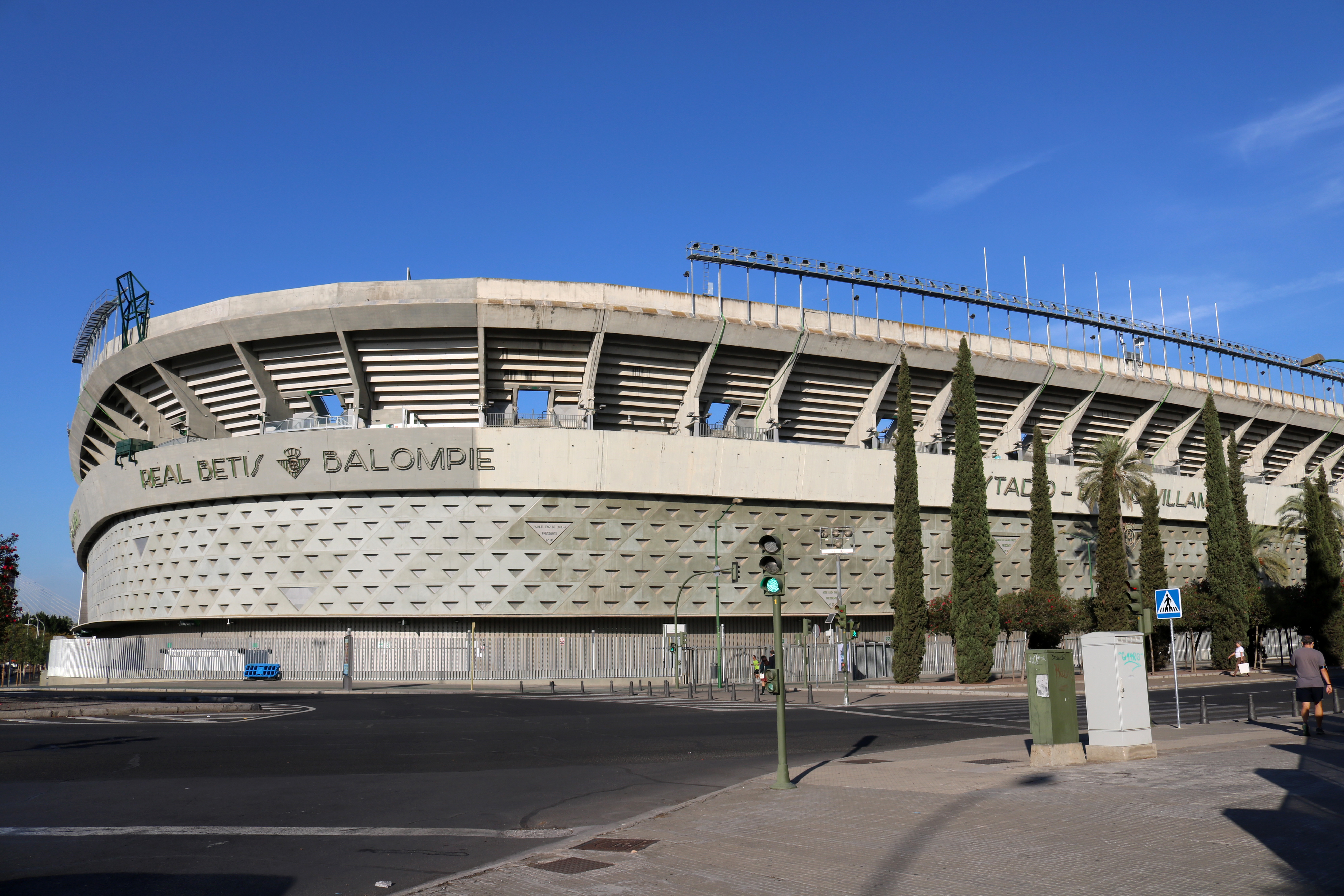
Außenansicht Ostfassade (Oktober 2019)

## Spiele der Fußball-WM 1982 im Stadion von Betis Sevilla
- 18. Juni 1982, Erste Finalrunde, Gruppe 6:  Brasilien –  Schottland 4:1 (1:1)
- 23. Juni 1982, Erste Finalrunde, Gruppe 6:  Brasilien –  Neuseeland 4:0 (2:0)